# الأعمدة الأربعة (فريانا)
أربعة أعمدة كورنثية تسمى الأخوات  هو معلم أثري تونسي مصنف من قبل المعهد الوطني للتراث يقع في ولاية القصرين في الجنوب الغربي التونسي، تحديدا في مدينة القصرين تم تصنيف المعلم في يوم 1893ref>26 مارس 19156 جانفي
| مسار = http://www.docartis.com/Tunisia_Decreti/DECRETS/Pagine/1922_25janvier.html
| عنوان = DocArtis
| موقع = www.docartis.com
| تاريخ الوصول = 2023-03-12
|مسار أرشيفhttps://web.archive.org/web/20230127004744/http://www.docartis.com/Tunisia_Decreti/DECRETS/Pagine/1922_25janvier.html%7Cتاريخ أرشيف=2023-01-27}}</ref> .